# Жоэлинтон
Жоэ́линтон Ка́ссио Аполина́рио де Ли́ра (порт.-браз. Joelinton Cassio Apolinário de Lira; 14 августа 1996, Алианса) — бразильский футболист, атакующий полузащитник английского клуба «Ньюкасл Юнайтед» и национальной сборной Бразилии.

## Карьера

### Спорт Ресифи
Жоэлинтон — воспитанник клуба «Спорт Ресифи». В 2014 году главный тренер команды, Марсело Мартелотте пригласил игрока в основной состав. Но в основе футболист дебютировал лишь с приходом на пост наставника команды, Эдуардо Баптисты. Это случилось 20 марта в матче чемпионата штата Пернамбуку против клуба «Санта-Круз», заменив Нето Байано. В том же году он помог своей команде выиграть чемпионат штата и Кубок Нордесте. 23 ноября 2014 года Жоэлинтон забил свой первый гол в карьере, поразив ворота «Флуминенсе».

### Хоффенхайм
5 июня 2015 года нападающий подписал пятилетний контракт с немецким клубом «Хоффенхайм». Сумма трансфера составила 7 млн бразильских реалов или 2,2 млн евро. 18 декабря 2015 года нападающий дебютировал в составе клуба в матче с «Шальке 04», заменив по ходу игры Жонатана Шмид.

#### Аренда в Рапид
23 июня 2016 года Жоэлинтон, на правах двухгодичной аренды, перешёл в клуб «Рапид».

### Ньюкасл Юнайтед
23 июля 2019 года было объявлено о переходе бразильца в английский «Ньюкасл Юнайтед» за £ 40 млн, контракт с бразильским игроком рассчитан на 6 лет. Для «Ньюкасл Юнайтед» эта сделка стала рекордной в истории клуба.
Он дебютировал 11 августа, начав с домашнего поражения от «Арсенала» со счетом 1:0; Он и его товарищ по команде Мигель Альмирон подверглись критике со стороны лучшего бомбардира клуба Алана Ширера за их выступления.
Жоэлинтон забил свой первый гол в Премьер-лиге 25 августа, победив на выезде 1:0 в «Тоттенхэм Хотспур». Второй гол за новую команду форвард забил 14 января 2020 года в матче с Рочдейлом во время третьего раунда Кубка Англии.
В начале 2021 года игрок попал в курьезную ситуацию, получив штраф за несоблюдение режима самоизоляции во время пандемии коронавируса. Жоэлинтон выложил фото из парикмахерской со свежей стрижкой, в то время, когда официально все заведения должны были быть закрыты из-за локдауна. На бразильца был наложен штраф в размере 100 £.
В конце 2021 года в матче против Норвича, игрок Ньюкасла Кирон Кларк получил красную карточку и главному тренеру пришлось сделать перестановки, в которых Жоэлинтон занял место в опорной зоне, а не в атаке. Бразилец неожиданно проявил себя с наилучшей стороны и в последующих матчах также занимал место в опорной зоне. Будучи по профилю форвардом, но очень мало забивая, Жоэлинтон раскрылся в качестве центрального полузащитника и, вполне вероятно, пройдёт полную переквалификацию в данное амплуа под руководством Эдди Хау.

## Международная карьера
В 2012 году Жоэлинтон четыре раза играл за сборную Бразилии до 17 лет, забив два гола.

## Статистика
| Клуб             | Сезон            | Лиги                   | Лиги | Лиги | Кубки | Кубки | Прочие | Прочие | Всего | Всего |
| Клуб             | Сезон            | Дивизион               | Игры | Голы | Игры  | Голы  | Игры   | Голы   | Игры  | Голы  |
| ---------------- | ---------------- | ---------------------- | ---- | ---- | ----- | ----- | ------ | ------ | ----- | ----- |
| Спорт Ресифи     | 2014             | Серия А                | 7    | 2    | 1     | 0     | 1      | 0      | 9     | 2     |
| Спорт Ресифи     | 2015             | Серия А                | 5    | 1    | 5     | 1     | 20     | 3      | 30    | 5     |
| Спорт Ресифи     | Всего            | Всего                  | 12   | 3    | 6     | 1     | 21     | 3      | 39    | 7     |
| Хоффенхайм       | 2015-16          | Бундеслига             | 1    | 0    | 0     | 0     | 0      | 0      | 1     | 0     |
| Хоффенхайм       | 2018-19          | Бундеслига             | 26   | 7    | 2     | 3     | 5      | 1      | 33    | 11    |
| Хоффенхайм       | Всего            | Всего                  | 27   | 7    | 2     | 3     | 5      | 1      | 34    | 11    |
| Рапид (аренда)   | 2016-17          | Австрийская Бундеслига | 33   | 8    | 5     | 3     | 10     | 2      | 48    | 13    |
| Рапид (аренда)   | 2017-18          | Австрийская Бундеслига | 27   | 7    | 4     | 1     | 0      | 0      | 31    | 8     |
| Рапид (аренда)   | Всего            | Всего                  | 60   | 15   | 9     | 4     | 10     | 2      | 79    | 21    |
| Всего за карьеру | Всего за карьеру | Всего за карьеру       | 83   | 22   | 17    | 8     | 35     | 6      | 135   | 36    |

## Достижения
- Чемпион штата Пернамбуку: 2014
- Обладатель Кубка Нордесте: 2014